# Margarida Abril
Margarida Abril (Argentona, 6 de agosto de1910-Mataró, 13 de agosto de 2003) fue una política comunista catalana. En 1936 ingresó en el Partit Socialista Unificat de Catalunya (PSUC). Después de la guerra civil española se exilió a Francia. Volvió a finales de los años 40 y conjuntamente con su compañero, Josep Serradell, participó en la reorganización del partido en el interior. 
En 1982, con otros miembros del sector marxista-leninista expulsados del PSUC, se integró en el Partit dels Comunistes de Catalunya (PCC), del que fue miembro del Comité Central.
El colectivo de lucha de género de los cjc-joventut comunista lleva su nombre.
- Datos: Q9028791